# Пронинцы
Пронинцы — опустевшая деревня в Слободском районе Кировской области в составе Шестаковского сельского поселения.

## География
Находится в северной части района на расстоянии примерно 4 км по прямой на северо-запад от села Шестаково.

## История
Известна была с 1873 года, когда здесь (починок Гришинской или Колпащиковы) было учтено дворов 2 и жителей 17, в 1905 (починок Гришинская или Пронинцы) 3 и 27, в 1926 7 и 31, в 1950 8 и 27, в 1989 оставалось 8 жителей. Нынешнее название окончательно закрепилось с 1939 года. По состоянию на 2020 год опустела.

## Население
Постоянное население  составляло 4 человека (русские 100%) в 2002 году, 6 в 2010.